# Hel (schiereiland)
Hel (Pools: Mierzeja Helska of Półwysep Helski; Kasjoebisch: Hélskô Sztremlëzna; Duits: historisch: Putziger Nehrung) is een schoorwal in Pommeren (Noord-Polen) met een lengte van 35 kilometer. Het schiereiland scheidt de Zatoka Pucka van de Oostzee. De smalste delen hebben een breedte van circa 100 meter, maar aan het oostelijke uiteinde bereikt het schiereiland een breedte van ruim 3 kilometer. In het verleden was het schiereiland een ketting van meerdere kleine eilanden, die gezamenlijk een lange strook vormden. In de wintermaanden werden de smalle delen weleens doorbroken, waardoor het geheel een eiland werd.
Aan het einde van het schiereiland ligt de plaats Hel, een plaats gericht op toeristen. Via een weg en spoorwegverbinding over het schiereiland is de plaats verbonden met de rest van Polen. Andere plaatsen gelegen op het schiereiland zijn: Jurata, Jastarnia, Kuźnica, Chałupy en Władysławowo.

## Geschiedenis
In de jaren 1772 tot en met 1919 maakte het schiereiland deel uit van Pruisen en vervolgens van Duitsland. Na de Eerste Wereldoorlog kwam het schiereiland onder gezag van de nieuw gevormde Tweede Poolse Republiek. Deze plaatste een garnizoen van 3000 manschappen op het schiereiland en daarnaast werden er diverse fortificaties gebouwd. Bij de slag om Hel in 1939 blies het Poolse leger delen van de verbindingen op, waardoor het schiereiland een eiland werd. Desondanks kregen de Duitsers het eiland onder controle en lieten de verdedigingswerken verder uitbreiden. De Duitse troepen op Hel gaven zich pas over op 14 mei 1945, zes dagen na de Duitse capitulatie. Na de oorlog bleven delen van het schiereiland militair terrein. Veel van de versterkingen zijn tegenwoordig open voor publiek.

## Galerij

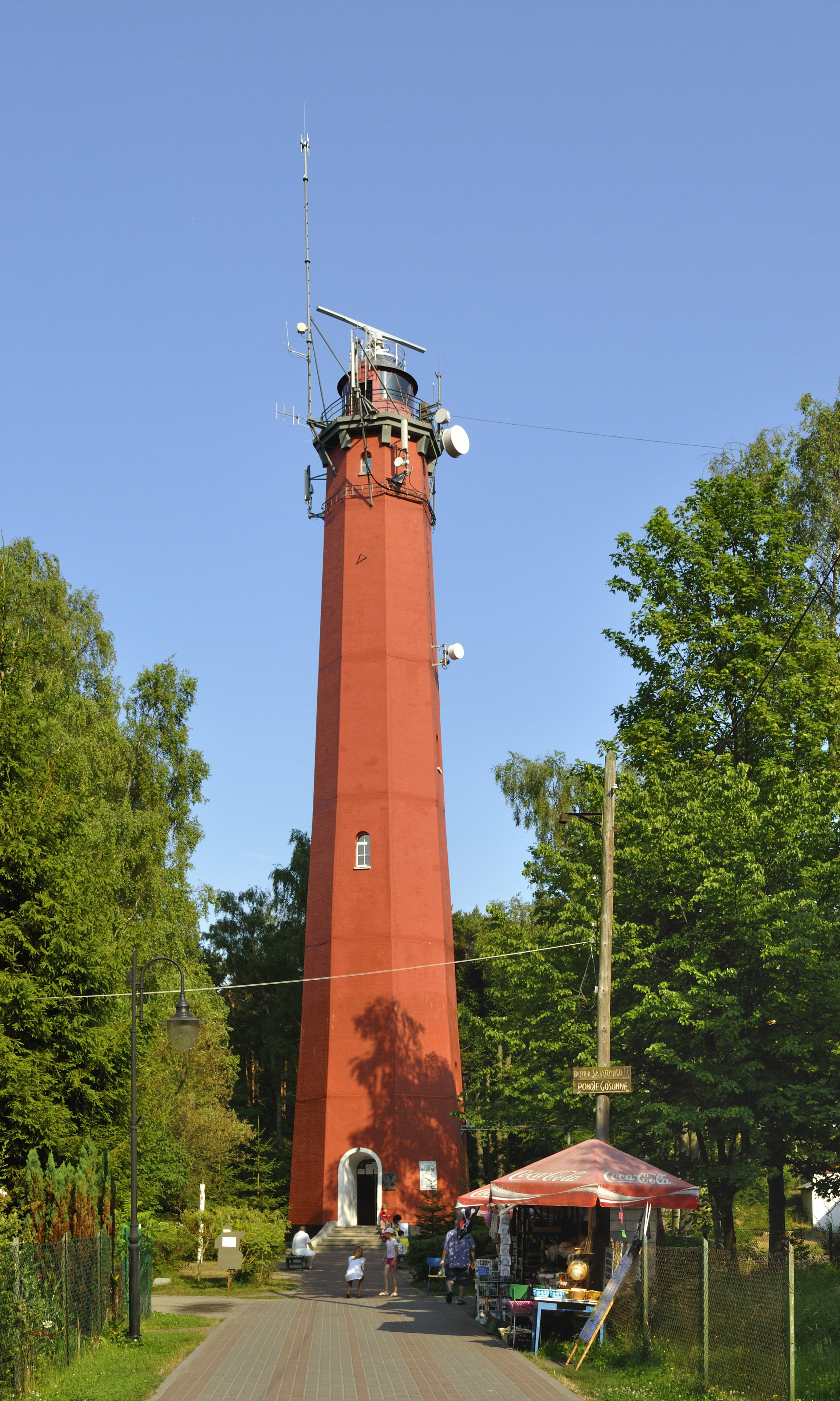
Vuurtoren van Hel
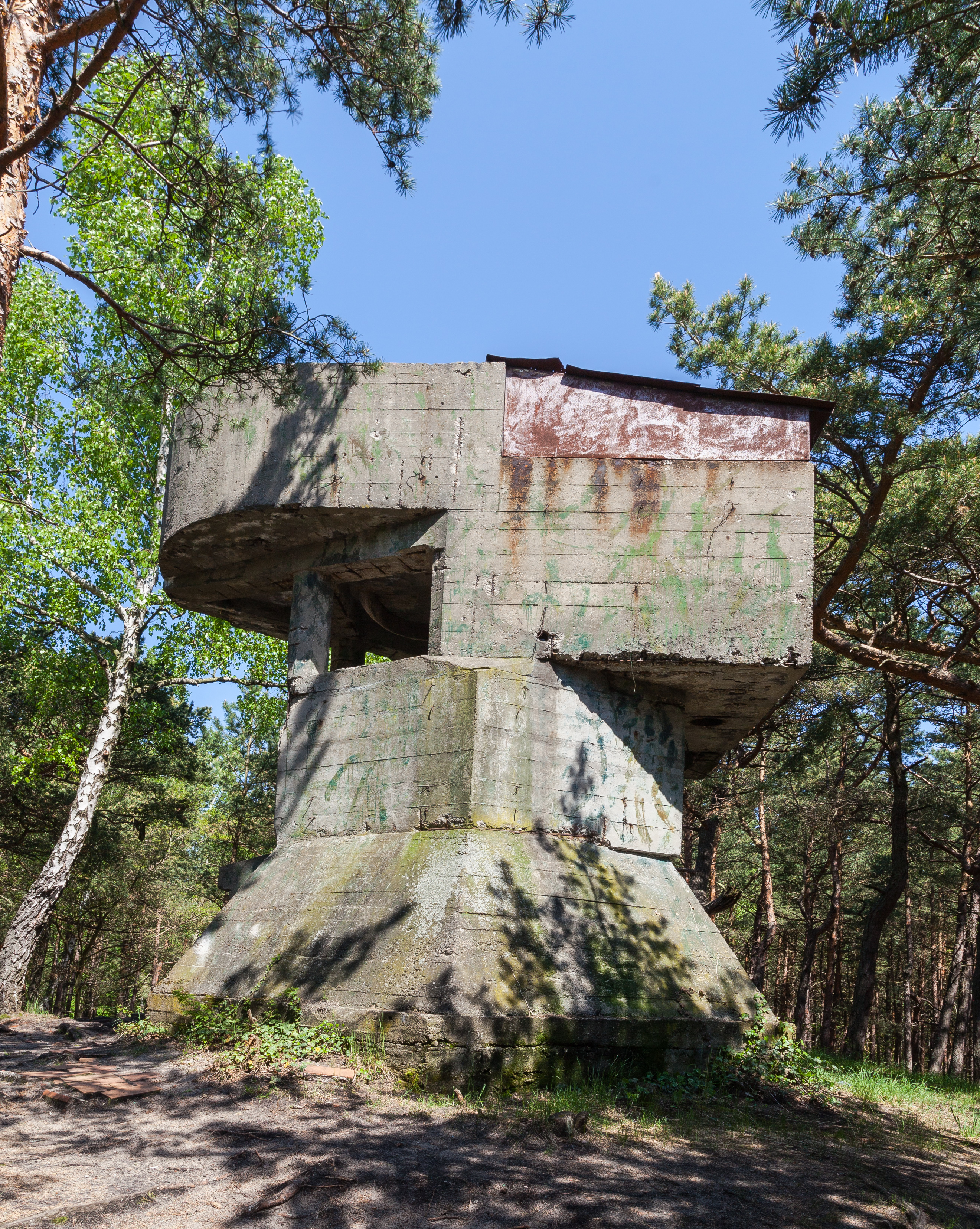
Fortificaties
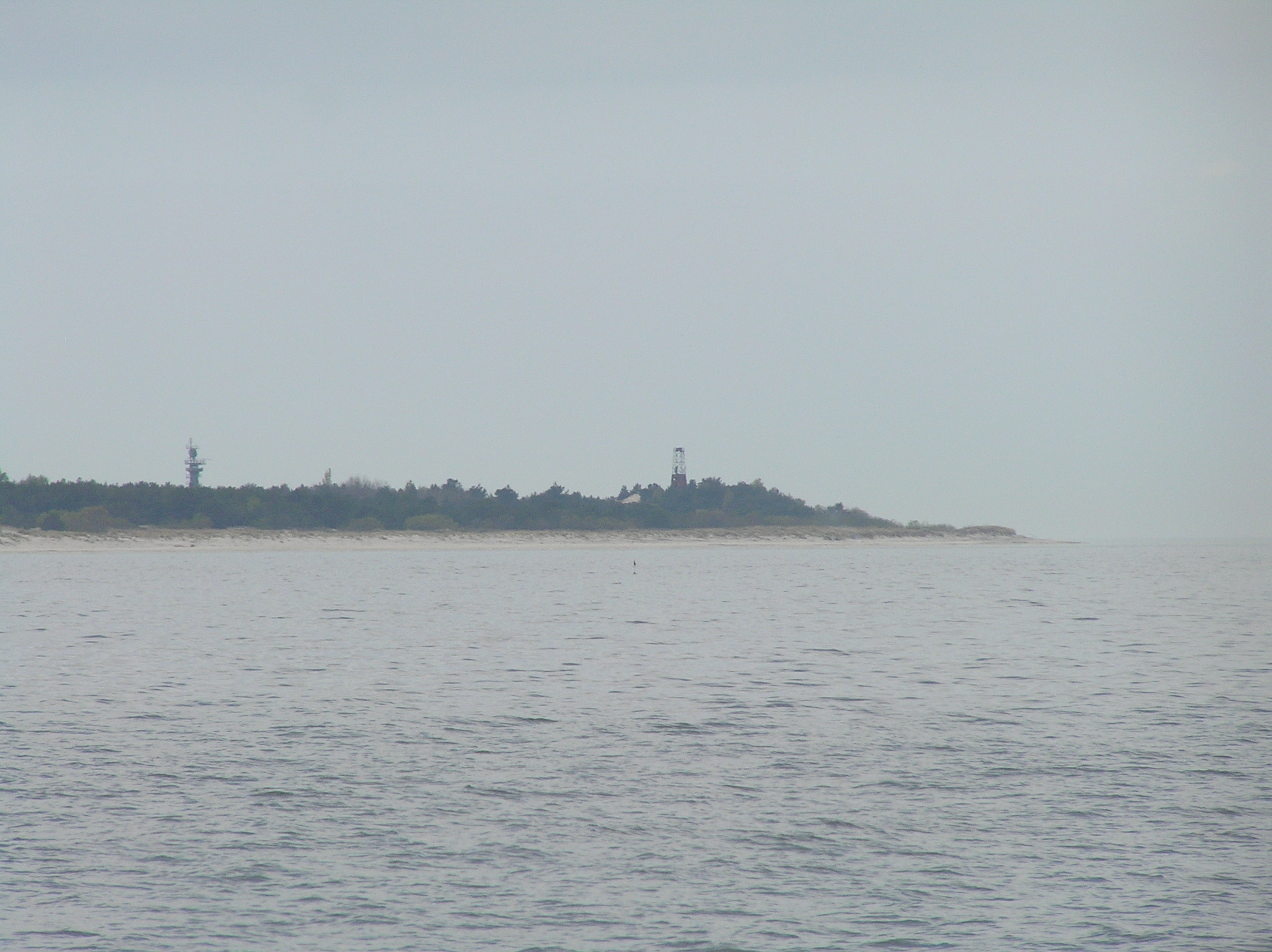
Zicht vanuit zee